# باشگاه فوتبال ساوتند
باشگاه فوتبال ساوتند (به انگلیسی: Southend Manor Football Club) یک باشگاه فوتبال در شهر ساوتند-آن-سی، کشور انگلستان است که در سال ۱۹۵۵ میلادی تأسیس شده‌است.